# Керон Клемент
Керон Стефон Клемент  (енгл. Kerron Stephon Clement; Порт оф Спејн, 31. октобар 1985.) амерички је атлетичар рођен у Тринидаду који се такмичио у тркама на 400 метара с препонама и у спринту на 400 метара. Држао је светски рекорд у дворани у трци на 400 метара.
Клемент је победио у трци на 400 метара са препонама на Олимпијским играма 2016. у Рио де Жанеиру и на Светском првенству 2007. у Осаки. Освојио је сребро иза Анџела Тејлора на Олимпијским играма у Пекингу 2008. Одбранио је титулу на Светском првенству 2009. Био је чест члан америчке штафете 4 х 400 метара и двоструки је светски шампион и освајач златне олимпијске медаље у овој дисциплини.
Као јуниор, поставио је шампионски рекорд на Светском јуниорском првенству 2004. Брзо је напредовао и био је четврти у свом првом глобалном наступу на Светском првенству 2005.

## Каријера
Клемент је рођен у Порт оф Спајн на Тринидаду и Тобагу. Његова породица се 1998. преселила у Сједињене Државе. Постао је успешан у атлетици у средњој школи у Ла Порту у Тексасу. Освојио је шампионске титуле на 110 и 400 метара са препонама на америчком јуниорском првенству.
Клемент је прихватио атлетску стипендију на Универзитету Флориде у Гејнсвилу, где је 2004. и 2005. побеђивао на такмичењима Националне академске атлетске асоцијације (НЦАА). Клемент је постао амерички држављанин у јуну 2004. и имао је право да се такмичи за место у америчком олимпијском тиму. Уместо тога, одлучио је да се такмичи на Светском јуниорском првенству 2004. где је у јулу освојио златну медаљу у трци на 400 метара са препонама у рекордном времену шампионата од 48,51 секунде. Клемент је трчао и за америчку штафету 4 х 400 метара и поставио светски јуниорски рекорд од 3:01,09.
Представљајући Универзитет Флориде, 12. марта 2005. оборио је светски рекорд у дворани у трци на 400 метара у Фајетвилу у Арканзасу са временом од 44,57 секунди. Његово пролазно време на 200 метара било је 21,08 секунди. Претходни рекорд је десет година раније поставио Мајкл Џонсон са 44,63 секунде.
Клемент је представљао Сједињене Државе на Светском првенству 2006. где је освојио титулу у трци на 400 метара са препонама. У истој дисциплини је освојио златну медаљу на Светском првенству 2007. у Осаки. У јесен 2007. одлучио је да напусти Гејнсвил и да се пресели у Калифорнију да би тренирао код Боба Керсија.
Клемент је на Олимпијским играма 2008. био други у трци на 400 метара са препонама, док је у у штафети 4 х 400 метара освојио златну медаљу, иако није трчао у финалу штафета. 
Следеће године се такмичио на Светском првенству 2009.  где је  освојио златну медаљу победивши Хавијера Калсона и Бершона Џексона. Освојио је златну медаљу на Олимпијским играма у Рију 2016. и бронзану медаљу на Светском првенству у Лондону 2017. 

## Лични рекорди
| Дисциплина                         | Време   | Место одржавања            | Датум             |
| ---------------------------------- | ------- | -------------------------- | ----------------- |
| 100 метара                         | 10.23   | Корал Гејблс, Флорида, САД | 14. април 2007.   |
| 200 метара (у дворани)             | 20.40   | Фејетвил, Арканзас, САД    | 27. фебруар 2005. |
| 300 метара (у дворани)             | 31.94   | Фејетвил, Арканзас, САД    | 26. јун 2005.     |
| 400 метара                         | 44.48   | Стокхолм, Шведска          | 7. август 2007.   |
| 55 метара са препонама (у дворани) | 7.28    | Гејнсвил, Флорида, САД     | 15. јануар 2005.  |
| 60 метара са препонама (у дворани) | 7.80    | Лексингтон, Кентаки, САД   | 28. фебруар 2004. |
| 110 метара са препонама            | 13.78   | Гејнсвил, Флорида, САД     | 28. мај 2004.     |
| 400 метара са препонама            | 47.24   | Карсон, Калифорнија, САД   | 26. јун 2005.     |
| Штафета 4 х 400 метара             | 2:57.86 | Берлин, Немачка            | 23. август 2009.  |

- Све информације са профил Керона Клемента на сајту Светске Атлетике.

## Приватно
Током годишњег Дана аутовања (САД) 11. октобра 2019. Клемент је рекао да је геј током догађаја којег је организовала Најки. Изјавио је тада: „То је оно што сам ја и то ме је навело да постанем спортиста какав сам данас“. Борио се са својом сексуалношћу још од тинејџерских дана и одлучио је да је време „да буде слободан“.